# La Labor
La Labor é um município de Honduras, localizado no departamento de Ocotepeque.